# Michael Bruun (musiker)
 For alternative betydninger, se Michael Bruun. (Se også artikler, som begynder med Michael Bruun)
Michael Christian Bruun (født 26. september 1950, død 17. maj 2021) var en dansk musiker, musiklærer, guitarist, komponist, lydtekniker og producer.
Michael Bruun var bedst kendt som komponisten bag fodboldsangen "Re-Sepp-ten" fra 1986 samt for sin rolle som medlem af 1980'er-grupperne Tøsedrengene og Ray-Dee-Ohh, hvori han var guitarist, sangskriver og undertiden også producer. Han var endvidere guitarist i 1970'er-rockgrupperne Thors Hammer og Sensory System samt i fusionsbandet Heavy Joker og i popgrupperne Anaconda og Tyggegummibanden.
Sammen med musikerkollegaen Henrik Bødtcher blev Michael Bruun i 1976 medejer af det senere legendariske Werner Studio, som er opkaldt efter stifteren, den herboende schweiziske lydtekniker Werner Scherrer. Bruun startede som tekniker ved pladeindspilningerne i studiet, men han udviklede sig i løbet de følgende år til at blive producer og var i perioden frem til slutningen af 1990'erne måske landets mest efterspurgte producer af pladeselskaberne.
Michael Bruuns første opgave som producer var et album med fusionsbandet Pakhus 1 i 1977 - et album, der aldrig udkom på grund af personsammenfald med Tøsedrengene. Herefter producerede Bruun plader i en lind strøm for pladeselskaberne, bl.a. med Tøsedrengene, Halberg Larsen, The Lejrbåls, Ray-Dee-Ohh, Dodo & The Dodos, TV-2, Gnags, Rocazino, Moonjam, Souvenirs, Lars Muhl, Paul Banks, Jens Rugsted, Nice Little Penguins samt den finske guitarist Jukka Tolonen og det svenske fusionsband Kornet.
I starten af 1980'erne stiftede Bruun, Bødtcher og Scherrer deres eget pladeselskab, Replay Records, som fik succes med en række grupper og solister, hvis plader i vidt omfang var produceret af Bruun. Replay Records gik imidlertid i betalingsstandsning under krisen i musikbranchen i 1990'erne, og selskabet blev overtaget af Metronome i 1993.
Michael Bruun trak sig tilbage fra musikbranchen i 2000'erne. Hans familie er fortsat repræsenteret i branchen, idet han er far til sangerinden Myrkur, hvis borgerlige navn er Amalie Bruun.